# Стоян Николов – Торлака
Стоян Николов, известен с прякора Торлака, е български писател и журналист.

## Биография
Роден е на 3 октомври 1979 година в Михайловград (днес Монтана). Завършва история във Великотърновския университет „Свети Кирил и Методий“ и културна антропология в Софийския университет „Свети Климент Охридски“, след което работи като журналист. Бил е редактор и автор в редица онлайн и печатни медии. От 2015 година има своя коментарна рубрика в сайта Биволъ.
Стоян Николов умира внезапно на 4 август 2022 г. на 42-годишна възраст.

## Творчество
Дебютният „Северозападен романь“ на Стоян Николов – Торлака излиза през есента на 2014 година. Това е първата по рода си книга, написана изцяло на северозападен диалект , за която е характерно типичното северозападно грубовато чувство за хумор. Романът разказва за живота в малко планинско селце, а основната сюжетна линия следва любовната история на Юбица и Свилко. Четивото се нарежда сред най-търсените български книги за месеци наред. 
През следващата 2015 година Торлака издава продължение на романа – „Автономията????“. В него историята се развива, а на въображаемото село вече е дадено и име – Диви дол. Тук по-силни са аналогиите с обществено-политическата ситуация в България, а сарказмът е по-остър.
Трета част от Северозападната поредица е романът „Май ше ни бъде...“ (2016). В него хуморът отново става по-ведър, и, според автора, това е „книга за надеждата“. Категоричен финал обаче няма. Торлака си оставя вратичка да продължи историята след време.
През 2017 г. писателят издава първия си исторически роман – „Иваѝл цар“. Той е посветен на цар Ивайло и е в два тома. Книга първа разказва историята на владетеля до момента, в който той заема търновския престол. Книга втора (излиза от печат през 2018 г.) пресъздава управлението на монарха, битките му с татари и византийци.
„Херакъл от Диви дол“ е четвърта книга от Северозападната поредица. В нея главен герой е Данчо Мининката Муфтечка – синът на Свилко и Юбица. Историята е базирана на легендите за Херакъл. На Данчо се налага да повтаря подвизите на древногръцкия герой, но в наши дни. Комичните предизвикателства го отвеждат от село Диви дол през Бургас, и гръцкия Хераклион, до дунавското село Остров, немския град Пасау и много други места.
През 2020 г. излиза романът „Хазарт“ – съвременна история за един младеж, който се увлича по залозите и се поддава на притегателната сила на хазартната зависимост.
Сборникът „101 текста на Торлака за Биволъ“ също излиза от печат в края на 2020 г. В него са включени статии на Стоян Николов – Торлака, писани за сайта „Биволъ“ в периода 2015 – 2020 г. Поводът е 10-годишнината от създаването на медията.
„Разкази за маса“ е деветата книга на автора и негов първи сборник с разкази. Тя излиза от печат през 2021 година и е част от хумористичната Северозападната поредица. Действието се развива в измисленото село Диви дол, а в историите се появяват както някои от познатите от предишните четири книги герои, така и много нови.